# Storia dei fiumi di Vicenza
Il territorio vicentino è ricco di acque che scendono dalle valli prealpine, sgorgano dalle risorgive di pianura, scorrono attorno al Centro storico di Vicenza e defluiscono verso il mare. Le acque sono così parte della storia della città e del territorio: sono state problema e risorsa, difesa e motivo di contesa, limite e opportunità di sviluppo.

## Epoca antica e alto medioevo
Il nucleo antico della città di Vicenza sorse intorno al VI secolo a.C. alla confluenza dei fiumi Astico (che raccoglieva le acque provenienti dalle valli prealpine e dalle risorgive a nord della città) e Retrone (in cui confluivano le acque provenienti dalle colline a sud e ad ovest), costretti a deviare il loro corso dalla barriera naturale dei Colli Berici.

### Fiumi e paludi
Negli ultimi secoli del primo millennio e all'inizio del secondo la gran parte del territorio vicentino era incolto e intervallato da zone paludose, particolarmente estese nella depressione che dall'Abbazia di Sant'Agostino, Creazzo e Valmarana, andava a Monteviale e al Biron, e in quella che da Settecà arrivava fino a Grumolo delle Abbadesse. L'acqua stagnante favoriva la crescita dei boschi, allora molto estesi, come la Selva Mugla intorno al Lacus Pusterlae, la Selva Arimanna dal monastero di San Pietro fino ai Colli Berici intorno al Lago di Longara, e il Bosco maggiore da Lerino a Grantorto e Rasega.
Buona parte del territorio fu bonificato, durante il Medioevo, dai benedettini, in particolare i terreni paludosi dell'alveo del Retrone furono prosciugati dai monaci di San Felice e quelli dell'Astico e del Tesina dalle monache di San Pietro.

### Astico
Da tempi della preistoria il fiume Astico, proveniente dall'omonima valle, dopo aver ricevuto l'apporto delle acque della Val d'Assa e della Valle di Posina e attraversato un tratto di pianura scorrendo in direzione sud-est, giungeva dove oggi sorge l'abitato di Sarcedo. Qui, in epoca romana, fu costruito un imponente muro, lungo circa 800 m., che impediva al fiume di dilagare subito in pianura – devastando Vicenza con le sue piene, con il rischio di distruggere l'acquedotto romano della città e gli insediamenti sorti con la centuriazione di Thiene - e lo deviava fino alla collina di Montecchio Precalcino.
Nel corso del primo millennio però, probabilmente in seguito a una piena eccezionale, il fiume deviò verso sud in direzione dell'attuale Povolaro, occupando quello che oggi è il letto del fiume Astichello e, prima del VII secolo, era l'antico letto del torrente Brenta. Nel 589 d.C. in tutta la pianura veneta vi fu uno sconvolgimento idrografico (detto Rotta della Cucca) che interessò anche i fiumi del territorio vicentino: si spostarono verso est sia l'Astico che il Brenta, il quale cominciò a scorrere a oriente di Padova. Quanto al Retrone, nel tratto dopo Vicenza, occupò a sua volta il letto del Brenta per attraversare la città di Padova.
In questo alveo l'Astico si allargava, per una larghezza media di 700–800 m. ed una lunghezza di alcuni chilometri; questa striscia acquitrinosa era chiamata Lacus Pusterlae ed arrivava fino alla città dove trovava un dosso, formato dai detriti del fiume stesso, il Motton Pusterla che in epoca medievale sarebbe stato chiamato Castello o Santa Corona o San Pietro. Dopo alcune centinaia di metri il fiume, passato sotto l'antico ponte romano, in seguito chiamato Ponte di San Pietro, confluiva nel Retrone alle Barche.

### Gli altri corsi d'acqua a nord della città
Non è possibile stabilire, per carenza di documentazione, se durante il primo millennio i fiumi che attualmente scendono dai rilievi a nord della città, e cioè il Leogra, il Timonchio e l'Orolo, confluissero tra di loro e, raccogliendo anche le acque di risorgiva, lambissero la parte settentrionale della città, gettandosi infine nell'Astico. Contrasta con questa ipotesi la considerazione che la portata di queste acque sarebbe stata considerevole e risulterebbe strano il fatto di non essere mai stata citata.
Il torrente Igna, che ancor oggi scende dalle colline soprastanti Thiene e si getta nel Bacchiglione, probabilmente esisteva, con lo stesso corso e le stesse caratteristiche di discontinuità della portata, anche nei tempi antichi. Della scarsità delle sue acque sono testimonianza alcuni documenti del XIII secolo: per l'irrigazione nella pianura dell'Alto Vicentino vennero presi accordi tra comunità rurali e scavate rogge (la Verla e la Thiene) facendo confluire l'acqua rispettivamente dall'Astico e dal Timonchio.
Anche il Tesina esisteva in tempi antichi e confluiva nell'antico alveo del Brenta; dopo che questo, alla fine del VI secolo, per motivi naturali si era spostato più ad est, il Tesina scorreva in direzione sud e, prima di giungere alla via Emilia, ricevute le acque del torrente Tribolo, creava una palude nell'area tra Lerino e Grumolo delle Abbadesse. Solo alla fine del XIII secolo è documentato il fatto che, costruito un ponte sulla via Emilia a Torri di Quartesolo, il Tesina continuava il suo corso in un alveo piuttosto rettilineo, probabilmente scavato dall'uomo, confluendo infine nel Bacchiglione nei pressi di Mestrino.
Quanto all'Orolo, i Confines Culturarum di Vicenza del 1277 lo citano più volte e, insieme con altri documenti, fanno ritenere che il suo corso fosse sostanzialmente analogo all'attuale.
Il torrente Leogra oggi si getta nel Timonchio poco a sud di Marano ma vari documenti attestano che, prima del XII secolo, esso proseguiva il suo corso verso sud fino a confluire nell'Orolo.
Il fiume costituito da questi tre torrenti scorreva fino a Ponte Alto, dove confluiva con il Nunto, formando il Retrone.
In un documento dell'XI secolo, relativo alle proprietà del monastero di San Pietro, si parla di un rio che scorreva nella zona oltre la Porta Nova, quella che in seguito sarebbe divenuta Santa Croce. Con ogni probabilità si trattava di una modesta roggia che accoglieva le acque di risorgiva del Lagrimaro tra Novoledo e Vivaro e le scaricava nel Lacus Pusterlae. Solo dopo la deviazione dell'Astico e il prosciugamento del lago avrebbe raggiunto maggiori dimensioni e sarebbe divenuto il Bacchiglione.

### Lacus Pusterlae
Quanto al Lacus Pusterlae, mancano fonti alto medioevali che ne documentino l'esistenza. È probabile che esso occupasse la zona tra la strada Marosticana e la strada che oggi porta a Cavazzale ed arrivasse a lambire la Piarda, detta dei Tecchio.
Dopo che il fiume Astico verso la metà del XII secolo fu deviato verso il Tesina, ciò che ne rimaneva - cioè il fiume Astichello - non aveva più una portata sufficiente ad alimentare il lago. Così quando nel XIV secolo veniva citato da alcuni documenti, esso era in parte prosciugato e limitato all'area che, ancor oggi, conserva il toponimo di Laghetto.

### Retrone
Mentre il fiume Astico e il lacus Pusterlae da esso formato proteggevano da nord e da est il nucleo di popolazione che si era insediato alla confluenza dei due fiumi fin dal VI secolo a.C. - nucleo che poi divenne municipium romano dal 49 a.C. - il fiume Retrone, il fiume Edronis citato già da Strabone, da Plinio il Vecchio e da Claudio Eliano, lo proteggeva da sud.
Proveniente dalla valle a ovest di Vicenza, nel suo primo tratto raccoglieva come ora le acque del Mezzarolo, dell'Onte e del Valdiezza, era chiamato Nunto e formava una palude acquitrinosa. Dopo aver raccolto, nei pressi della collina di Valmarana, le acque del Cordano e del Riello provenienti da sud e a Ponte Alto quelle del fiume proveniente da nord, aggirava la collina della Bergonzola nell'alveo della Fossa o Reron Vecchio, sfiorava il monastero dei Santi Felice e Fortunato e arrivava ai margini della città presso il Campo Marzo. Lì il Retrone presso quella che fu poi la veneziana Porta Lupia virava a nord e infine, bordeggiando l'altura del centro della città, ancora a est per ricevere le acque dell'Astico che scorreva in direzione sud.
Di qui continuava nel proprio alveo, attraversava la città di Padova per gettarsi infine presso la località costiera di Portus Edronis, identificata con Chioggia.
La documentazione altomedievale, specialmente quella di Padova, è ricca di riferimenti al Retrone, alla sua navigabilità, come pure ai privilegi e ai diritti sullo sfruttamento delle sue acque.

### Roggia de Collo
Un piccolo rio infine – menzionato nei documenti medievali come Roggia de Collo – secondo alcuni da una fontana coperta a metà circa delle Canove Vecchie, secondo altri originato da una deviazione dell'Astico (dopo l'XI secolo del Bacchiglione), scendeva verso sud per l'attuale stradella del teatro Olimpico e confluiva nel Retrone presso il Ponte delle Barche, tagliando fuori dalla città quel tratto di terreno che, per essere quasi completamente cinto dalle acque, ebbe fino a tempi recenti il nome di Isola, ancora ricordato nei toponimi.

### Astico e Retrone dopo la confluenza
Astico e Retrone confluivano tra loro poco dopo aver oltrepassato i due ponti romani, nel punto in seguito chiamato Porto delle Barche e che restò punto di confluenza fino al 1876 quando, per ridurre il rischio di alluvione, su progetto dell'ing. Carlo Beroaldi, fu scavato un tratto artificiale e la confluenza fu portata oltre Porta Monte. Nell'antichità, dopo la confluenza il nuovo fiume conservava il nome di Retrone, secondo il criterio di mantenere il nome dell'affluente le cui acque erano perenni - l'Astico invece aveva carattere torrentizio - e, probabilmente, aveva lo stesso percorso meandriforme che attualmente lo caratterizza nel tratto tra Vicenza e Padova.

## Basso Medioevo

### La deviazione dell'Astico e il Bacchiglione
L'assetto idrografico restò immutato fino a tutto l'XI secolo, quando probabilmente gli stessi vicentini, per ridurre il pericolo delle ricorrenti piene dell'Astico ne deviarono il corso a nord di Montecchio Precalcino e ne convogliarono il corso verso il Tesina, lasciando che a Vicenza giungessero solo una parte delle acque, cioè l'Astichello che continuò a scorrere nel vecchio alveo.
Nel letto rimasto asciutto dell'Astico presso Dueville continuavano a fluire le acque di risorgiva che, ingrossandosi con l'apporto dei torrenti Igna, Timonchio e Orolo andavano a formare un fiume, il Bacchiglione, rispetto all'Astico molto meno impetuoso e meno soggetto a esondazioni, che scendeva da nord verso la città. Alla fine del XII secolo i fiumi di Vicenza avevano ormai l'assetto e la denominazione attuali: un documento del 1166 parla di un terreno inter flumen Astici vel Bakillonis e alla metà del XIII il nome del Bacchiglione identificava il fiume più importante di Vicenza che, dopo aver ricevuto le acque del Retrone, continuava con questo nome fino al mare.

### Le guerre per il controllo delle vie d'acqua
Con due atti successivi del 1079 e del 1084, l'imperatore Enrico IV aveva concesso, rispettivamente al vescovo di Padova Olderico e a quello di Vicenza Ezzelino, un eguale diritto di navigazione lungo il fiume - allora Retrone - sino alla foce. Ma nel 1142 iniziò una guerra regionale che coinvolse tutte le città della Marca veronese e Padova tolse a Vicenza la possibilità di utilizzare le vie di comunicazione sia fluviali che terrestri. Per ritorsione, i Vicentini con una rosta, cioè uno sbarramento presso Longare, deviarono le acque del fiume nel Canale Bisatto - forse un antico ramo del Retrone che scorreva lungo le colline e che si dirigeva verso Este, tanto da essere chiamato fiume della Riviera - lasciando quindi Padova all'asciutto.
Tale privazione era assolutamente insostenibile, essendo l'acqua essenziale per l'azionamento dei mulini, per l'approvvigionamento dell'acqua potabile e per la difesa. Per ritornarne in possesso, Padova occupò militarmente Longare e ripristinò la situazione idrografica naturale. La guerra continuò per cinque anni, anche con l'obiettivo, da parte dei vicentini, di conquistare o consolidare il proprio dominio su zone periferiche strategiche, come Bassano, Marostica e Montegalda.
Nel 1147 i vescovi veneti e il patriarca di Venezia intervennero nel conflitto portando le due città rivali alla pace di Fontaniva. Il testo del documento mostra come attorno al problema del controllo delle vie d'acqua si fossero andati costituendo due blocchi territoriali. Il primo faceva capo a Padova e vi aderivano Tarvisiani, Coneclanenses et Cenetenses, ovvero gli esponenti dell'aristocrazia militare radicata nei comitati di Treviso e di Ceneda, tra Sile e Livenza. Al blocco padovano si contrapponeva Vicenza, con l'aiuto di Verona e l'appoggio di Venezia. La posta in palio nel 1147 era il controllo del Bacchiglione e soprattutto del Brenta, sul cui corso erano già intervenuti i padovani nel 1142, provocando un tale dissesto sul sistema lagunare da suscitare l'immediata ritorsione militare del ducato veneziano.
Nonostante il trattato, per scongiurare altre ritorsioni dei vicentini ed assicurarsi in maniera definitiva la presenza dell'acqua in città, i padovani intrapresero la costruzione del canale Piovesella da Noventa Padovana al capoluogo, primo tronco del futuro canale Piovego, portando così le acque del Brenta fin sotto le mura.
Nel 1188 Padova tornò a scontrarsi con Vicenza per tentare nuovamente di conquistare Montegalda, provocando la conseguente reazione dei Vicentini, che deviarono per la seconda volta le acque del Retrone/Bacchiglione nel Bisatto. Molto probabilmente l'apporto idrico del Piovesella non era sufficiente ai fabbisogni della città, pertanto i padovani per la seconda volta fecero una sortita su Longare per eliminare la deviazione. Nel 1209 Padova per garantirsi l'acqua scavò il canale Piovego, congiungendo così la città con il Brenta; le scaramucce si susseguirono ancora finché nel 1314 non si decise per la costruzione del canale Brentella con il quale la questione fu risolta definitivamente.
L'ultimo dispetto viene ricordato nel 1311 quando, appena liberati da Enrico VII dalla soggezione a Padova, i vicentini deviarono nuovamente le acque del Bacchiglione, nonostante la disapprovazione dell'imperatore.
Questi ingiunse a Vicenza di risarcire Padova per i danni provocati dalla deviazione del fiume, ma il Consiglio vicentino si rifiutò di pagare, dando così il via a numerose liti su varie questioni, in particolare sulla restituzione a Padova di alcuni fondi rurali. Alla fine Enrico impose a Vicenza di riaprire il corso originario del Bacchiglione.
I problemi, e gli interventi di deviazione delle acque, si ripresentarono ancora nel XIV secolo durante le signorie scaligera e viscontea. Cessarono definitivamente dopo che, nel 1404, la Serenissima Repubblica di Venezia estese il proprio dominio fino all'Adda, stabilizzando l'assetto politico territoriale.
Fino alla metà del Trecento, comunque, fiumi e fossati conservarono il loro ruolo complementare alla difesa della città: la Roggia Seriola a ovest e a sud, il Retrone a sud e il Bacchiglione a nord e a est seguivano all'esterno l'andamento delle mura cittadine. Persero d'importanza quando furono costruite le mura scaligere e poi quelle veneziane che allargarono lo spazio urbano.

### Lacus de Longara
È opinione diffusa tra gli storici locali che a poca distanza dalla città esistesse un vasto lago, il Lacus de Longara, chiamato anche Lacus Vincentiae, menzionato dal Regestum possessionum del Comune di Vicenza del 1262. Poiché il Regestum cita anche una serie di villae intorno al lago, tutte in posizione sopraelevata mentre nessuna villa viene nominata nel fondovalle, si ritiene che tutta l'area che va dal paese di Fimon a quello di Longara - e che ora è occupata solo parzialmente dal Lago di Fimon - fosse completamente coperta dalle acque, raggiungendo una estensione superiore agli 8 km². È comprovato da altri documenti, tra cui i Confines culturarum del 1277, che lo sbocco del lago era chiuso da una rosta, cioè da un argine, che andava dall'abitato di Longara alla Commenda, sul monte di Longara, e che da essa usciva l'emissario chiamato poi Debba, che andava a scaricarsi nel Retrone/Bacchiglione.
Proprietario del lago era il Comune di Vicenza che lo affittava a dei privati, i quali lo sfruttavano soprattutto per la pesca e per un mulino che si trovava presso l'imboccatura. Gli affittuari erano tenuti alla manutenzione del lago e dell'argine e al rispetto di regole e limitazioni sulla pesca.
Verso la fine del XIV secolo il Comune, dovendo assolvere a un grosso debito, cominciò a vendere una parte del lago; seguì un'altra serie di vendite che, nel giro di pochi anni, portò alla completa privatizzazione del lago stesso. L'eccessivo sfruttamento della pesca portò al depauperamento di questa risorsa e così i proprietari del lago iniziarono a recuperare i terreni all'agricoltura, avviando di fatto il progressivo svuotamento del bacino e il suo impantanamento. Nel corso del Cinquecento iniziarono le opere di bonifica che alla fine del secolo erano concluse; l'argine così non ebbe più il compito di contenere le acque del lago, ma di impedire le inondazioni del vicino Bacchiglione.

### Roggia Seriola

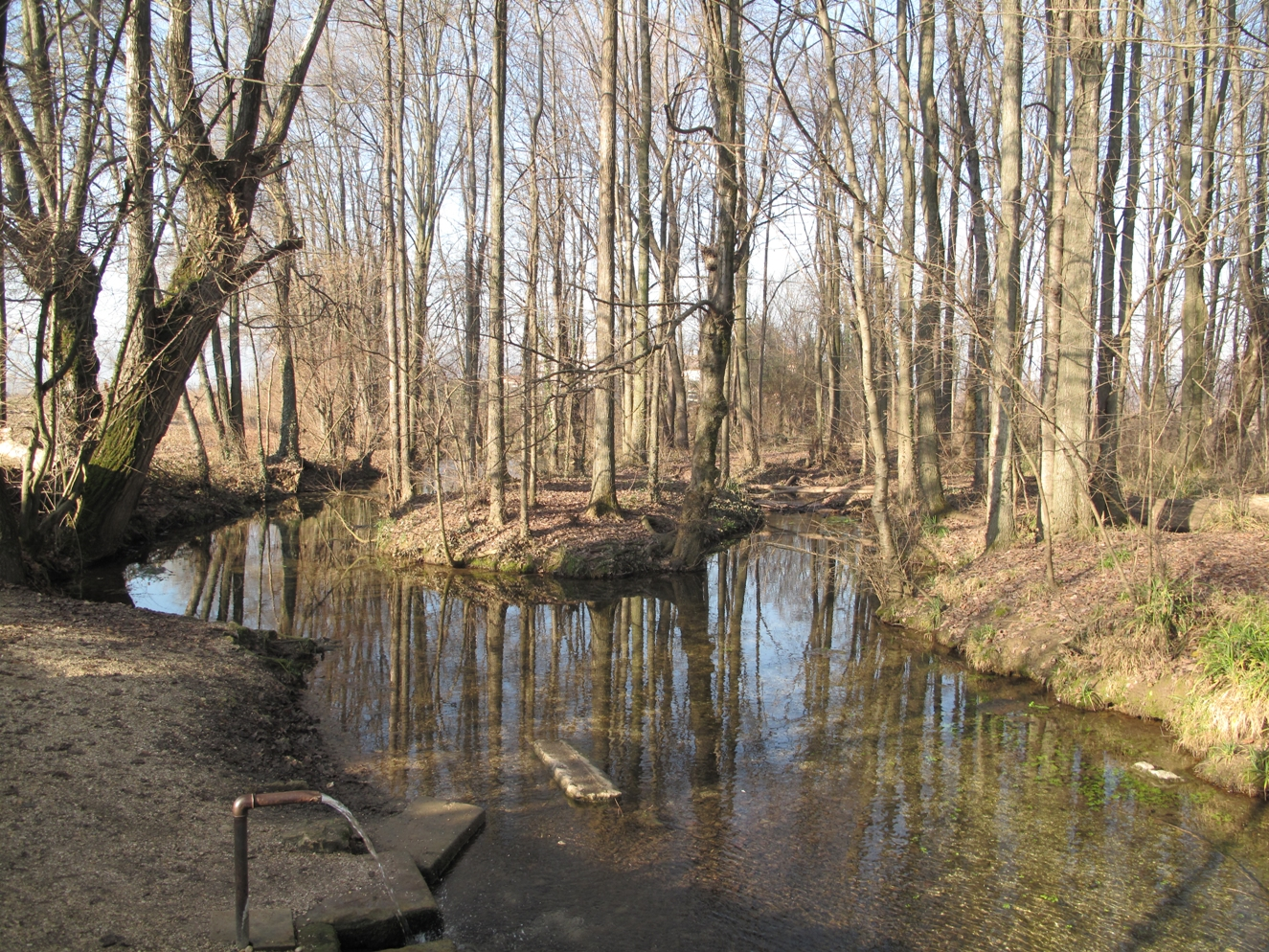
Sorgenti della Roggia Seriola a Maddalene, Vicenza

Nel corso del Basso Medioevo e durante tutta l'Età moderna vengono documentati l'esistenza, le numerose modificazioni, le funzioni e gli utilizzi di un altro corso d'acqua, estremamente importante per la città di Vicenza: la Roggia Seriola.
Ceriola - o Civiola, Ciriola, poi Seriola - è il nome che fin dal XIII, nel vicentino e in Lombardia, designa un canale appositamente scavato per condurre l'acqua ai luoghi dove può essere utilizzata a scopi abitativi o commerciali. L'acqua della Seriola di Vicenza nasce da alcune polle sorgive in una zona poco a nord del Monte Crocetta che, all'inizio del secondo millennio, era incolta e paludosa. Molto probabilmente furono i monaci che si insediarono nel convento di Santa Maria Maddalena a costruire il canale per far defluire le acque, nell'ambito delle loro lavoro di bonifica del territorio. In un primo tempo il canale, dopo essersi diretto a sud ricevendo anche l'acqua della sorgente Boja, virava verso est e confluiva nel Bacchiglione (probabilmente per questo ricevette anche il nome di Bacchiglioncello). In un secondo momento - probabilmente verso la fine del secolo XII - questa confluenza fu bloccata e la costruzione del canale proseguita fino alla città per cingere il lato occidentale delle mura altomedievali, riempiendo il fossato che da Porta Nova, vicino alla chiesa di San Lorenzo, continuava per l'attuale contrà Cantarane, passava davanti a Porta Castello, costeggiava il campo Marzo e giungeva a ponte Furo, per gettarsi infine nel Retrone. Prima di giungere alla città l'acqua della roggia veniva utilizzata dai conventi di San Pietro Vivarolo, di Santa Croce e di San Biagio Vecchio, situati lungo il suo percorso e tutti con comunità numerose.
È documentato che nel 1223 i frati del convento di San Tommaso ottennero dal Comune che le acque della Seriola fossero ulteriormente incanalate, scavalcando il Retrone presso il ponte Furo, per riempire la fossa (l'attuale contrà della Fossetta, dietro al Porton del Luzo) che costeggiava la parte orientale delle mura, giungere fino al loro convento in Borgo Berga e scaricarsi infine nel Retrone presso il Ponte delle Barche. L'acqua serviva - e sarebbe servita nei secoli successivi - per le necessità abitative dei numerosi conventi concentrati lungo contrà Santa Caterina e per le piccole manifatture tessili che i conventi gestivano.
Nel 1381, quando furono costruite le mura scaligere a protezione del quartiere di Porta Nuova, fu creato un nuovo ramo della Seriola, che da Porta Santa Croce riempiva il fossato addossato alle mura, aggirava il forte della Rocchetta e infine si dirigeva fino a congiungersi con il vecchio ramo, rimasto attivo, presso Porta Castello.

### Rio Merdarolo, ora Rio Storto e Riello
Diversi documenti attestano che, verso la fine del XII secolo, tra Porta San Pietro e Casale scorreva un rio chiamato Merdarolo, il cui nome dispregiativo probabilmente derivava dal fatto che fosse fangoso e con poca acqua. Il suo tracciato - attualmente è il rio Storto - fa ipotizzare che esso fosse stato scavato dai vicentini per procurarsi l'acqua indispensabile al riempimento del fossato che contornava il borgo San Pietro, a est della città, ancor prima della costruzione delle mura scaligere.
Proveniente da Monticello Conte Otto e alimentato dall'acqua della roggia Tribolo durante i periodi di conflitto, sembra giungesse fino al XVIII secolo in Borgo Scroffa, fino alla Porta di Santa Lucia. Probabilmente fu interrato durante i lavori di costruzione del Cimitero Maggiore. Attualmente il Rio Storto, a circa 400 m dall'ingresso del Cimitero, vira a sud-est acquisendo il nome di Riello e confluisce nel Bacchiglione in Riviera Berica davanti alla Rotonda.

## Epoca moderna

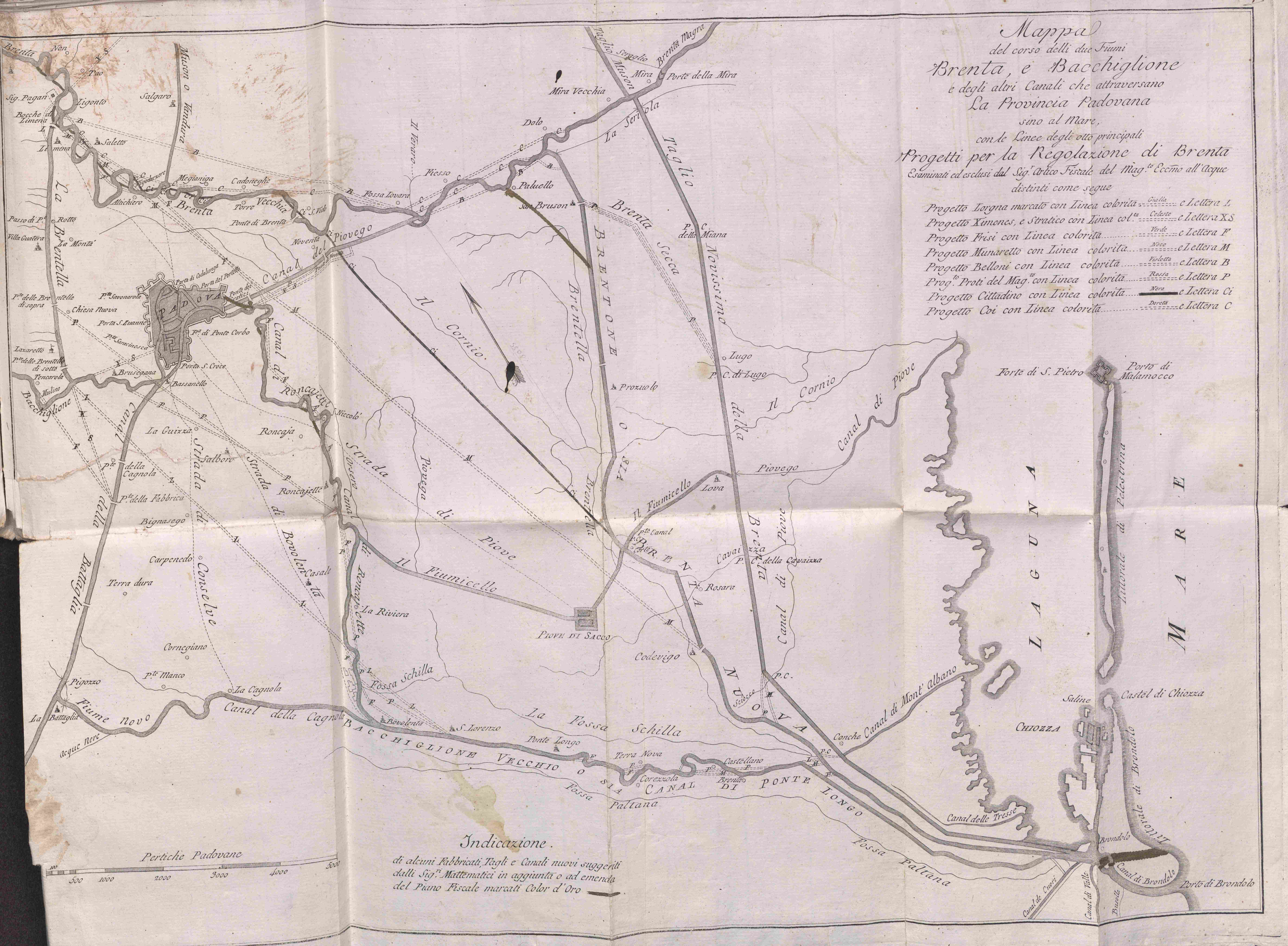
Il corso del fiume Bacchiglione e del Brenta in una mappa del 1789

Sotto il dominio della Serenissima le vie d'acqua aumentarono la loro importanza anche per il traffico commerciale. In un periodo di stabilità, quando era più veloce, meno costoso e rischioso trasportare merci e persone per via d'acqua che per strada, i fiumi svolsero un ruolo decisivo per l'economia e la coesione del territorio. Pur senza fare grandi investimenti, Venezia fu una attenta regolatrice del regime delle acque, rettificando percorsi tortuosi e contribuendo quindi a ulteriori bonifiche, imponendo ai comuni contermini la regolare pulizia dei corsi d'acqua, in modo da approvvigionare la città e garantire il rispetto delle necessità di difesa e di trasporto.

### Seriola
Durante il periodo veneziano, quando la città vide l'aumento della popolazione - nel quartiere di Porta Nuova sorsero i conventi del Corpus Domini, di Santa Maria Nova e di San Rocco, in Borgo Berga il convento di Santa Chiara - e il moltiplicarsi delle attività artigianali, la Seriola costituì un'importante risorsa per la città, perché forniva un flusso costante e abbondante di acqua limpida, che serviva sia all'uso domestico che alle attività produttive. L'acqua veniva usata per bere, per lavare i panni e talora per scaricare i rifiuti in eccesso; faceva girare le ruote di diversi mulini, di cui si ha memoria presso Santa Croce, Campo Marzo e San Tommaso; vi si pescavano pesci e ottimi gamberi. Dai documenti rimasti si viene a sapere anche che la storia della roggia in questo periodo fu una storia di continui contrasti tra i diversi utilizzatori dell'acqua, così come di richieste e di concessioni comunali, di ulteriori piccole derivazioni concesse o abusive e di mancati interventi di manutenzione.

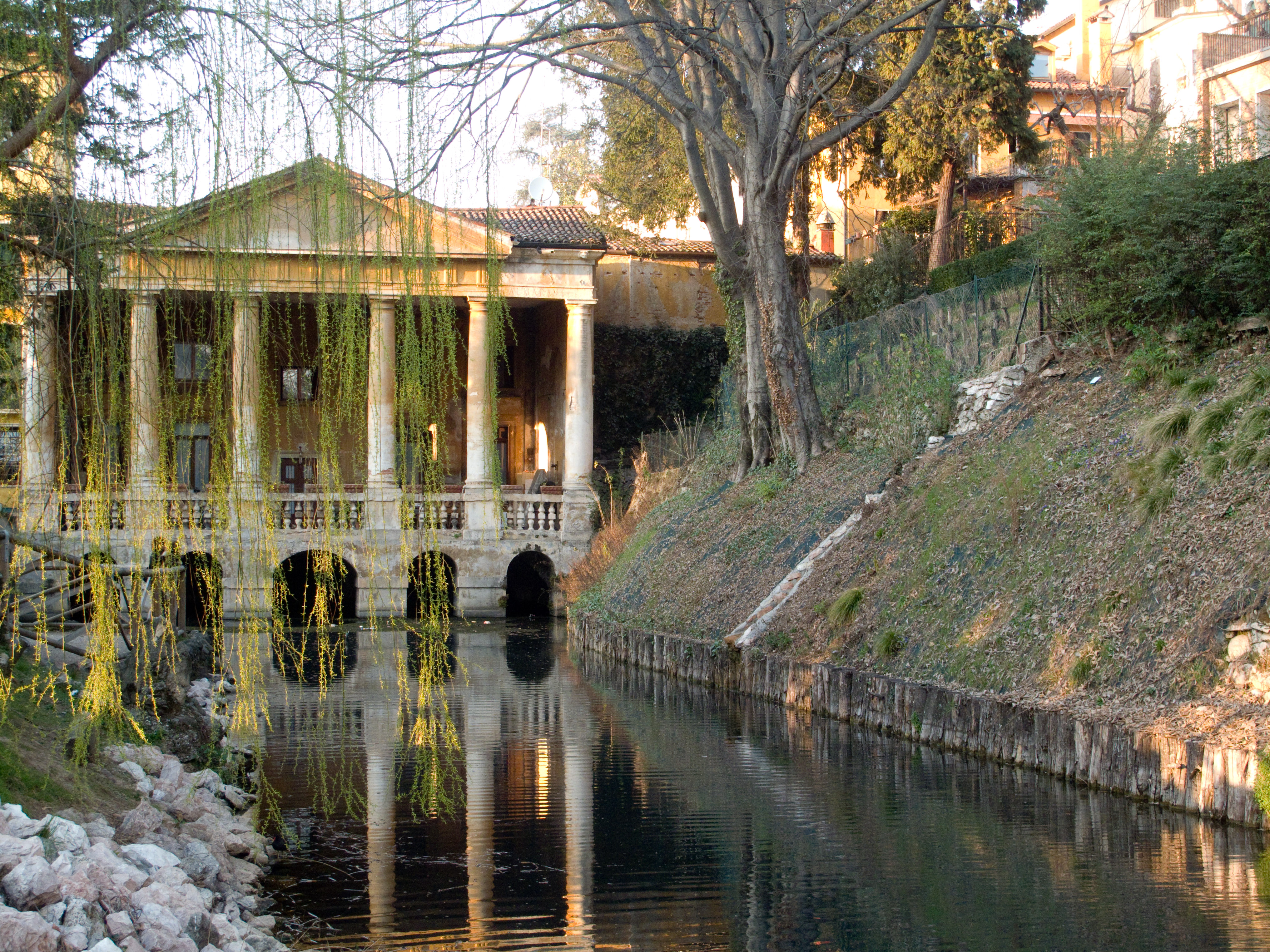
La Loggia Valmarana si affaccia sul canale che fu la Roggia Seriola fino a cinquant'anni fa, ai Giardini Salvi

Tra le diverse attività situate lungo il canale, si ricordano luoghi per la pettinatura e la tessitura della lana, delle tintorie, una segheria e una cartiera, derivazioni per irrigare orti e giardini. Nella seconda metà del Quattrocento fu praticata un'apertura nella cinta muraria presso la chiesa di San Lorenzo, così che le balie del vicino Ospizio dei Santi Maria e Cristoforo si recavano al lavatoio, costruito sotto il ponte (delle Balie o Bele) per lavare i panni degli infanti esposti. Altre derivazioni servirono a costruire peschiere, come quella di villa Bertolini o quella dei monaci di San Felice.
Nella seconda metà del XVI secolo i Valmarana ottennero il terreno fuori Porta Castello per costruirvi un giardino (oggi Giardini Salvi), che in seguito aprirono al pubblico e che arricchirono di due splendide logge, sovrastanti rispettivamente il ramo più antico e quello trecentesco della Seriola, che confluivano tra loro all'interno dei giardini stessi.

### Astichello
La presenza dell'Astichello - creato nell'XI secolo dopo la deviazione dell'Astico nel Tesina - è ricordata per la prima volta in un documento del 1209, come quello di un ramo d'acqua destinato unicamente al trasporto del legname che dalle montagne veniva portato alla città, ma dei due secoli successivi non rimane molta documentazione al riguardo.
Del periodo veneziano, invece, rimangono vari atti relativi ad interventi di scavo e di creazione di argini, a richieste di utilizzo e di risarcimento dei danni provocati dal fiume, alla regolamentazione del flusso delle acque per conciliare i vari interessi. La funzione principale di trasporto del legname, infatti, richiedeva che in alcuni periodi dell'anno il flusso d'acqua fosse consistente, ma questo provocava esondazioni e conseguenti danni alle colture circostanti; i commercianti di legna erano tenuti al risarcimento ma alla fine, dopo il 1680, fu revocato il permesso di trasporto.
Ciò non risolse del tutto il problema, in quanto continuarono a verificarsi alluvioni, l'ultima delle quali, avvenuta nel settembre del 1882, fu particolarmente rovinosa anche per la città.
Nel suo ultimo tratto il fiume, passando attraverso i conventi di San Bortolo e di Araceli in un'area destinata a orti e giardini, entrava in città per poi confluire nel Bacchiglione, come ora, vicino al ponte Pusterla. Lungo le sue rive sorgevano le chioare, una serie di telai dove, stirati tra chiodi a uncino, venivano stesi i panni prodotti nelle vicine gualchiere che sfruttavano le acque del fiume.
Finché fu attivo il trasporto del legname, dopo che l'Astichello era sfociato nel Bacchiglione, giungeva sulla piazza dell'Isola (oggi Piazza Matteotti), dove era situato il porto e il mercato del legname e del bestiame. Il Palazzo Chiericati, che presenta reminiscenze veneziane, fu concepito dal Palladio come l'orgogliosa espressione di una nobile città che, rivolta verso Venezia, accoglieva chi giungeva dalla Dominante per via fluviale.
Poco a sud dell'Isola v'era la piarda (oggi, dopo la radicale trasformazione avvenuta durante gli anni trenta del Novecento, Piarda Fanton) cioè lo spazio mantenuto per motivi difensivi privo di vegetazione davanti alle mura e poi utilizzato anche per lo stoccaggio provvisorio delle merci trasportate per via fluviale. Lungo la Riviera Berica, poco sotto a Porta Monte, ancora esiste la piccola chiesa di Santa Caterina in Porto.

## Epoca contemporanea
Alla fine del Settecento la situazione della rete idrica in città si stava notevolmente modificando. La roggia Seriola non riusciva più ad assolvere alle sue funzioni, come nei secoli precedenti, per le troppe derivazioni e l'incuria nella manutenzione.
Nell'Ottocento, con l'avvento del vapore, cambiarono radicalmente le modalità di comunicazione e la natura stessa dei traffici. Non più utili per i trasporti e poco per la forza motrice che azionava i mulini, l'importanza dei fiumi fu limitata all'approvvigionamento idrico e semmai furono più evidenti i problemi che essi creavano con le frequenti esondazioni. La città d'altronde si espandeva ulteriormente, la costruzione della ferrovia modificava antichi tracciati, si allargavano ove possibile le strade, durante gli anni ottanta vennero sostituiti i due antichi ponti degli Angeli e di S.Paolo, gli unici che in epoca romana davano accesso alla città e ormai non erano più adeguati alle esigenze moderne.
Tra il 1870 e il 1880, per ridurre il pericolo delle esondazioni in città, l'acqua del Bacchiglione fu fatta scorrere in un canale artificiale (parallelo al corso del Retrone lungo viale Giuriolo) e la confluenza dei due fiumi fu spostata più a sud, all'inizio della Riviera Berica, di fronte alla chiesa di Santa Caterina in Porto.
Negli anni trenta del Novecento fu interrato il ramo antico della Seriola, quello che attraversava il quartiere di Porta Nova; nel 1935, in previsione dei lavori che avrebbero ristrutturato tutta la Piarda, fu interrata la Fossetta oltre ponte Furo, tolto il ponte canale e ripristinato lo scarico nel Retrone. Fino agli anni sessanta, il ramo della Seriola che scorreva a cielo aperto lungo viale Trento e viale Mazzini assicurava ancora acque pulite e fresche ai Giardini Salvi. Nel 1973, però, anche questo tratto fu coperto e il tombinamento ridusse la portata della roggia fino al punto da non garantire più il ricambio d'acqua ai Giardini. Così, alla fine del decennio, il percorso della Seriola fu nuovamente deviato e riportato a confluire nel Bacchiglione a nord della città.
Purtroppo, a causa della notevole urbanizzazione del dopoguerra, anche molti altri fossati e canali di scolo sono stati chiusi o intombinati e larghe aree di terreni una volta agricoli si sono trasformate in zone industriali, finendo per convogliare il deflusso delle acque, che dalla cerchia delle montagne e delle colline vicentine giungono in pianura, solo nei fiumi principali.

Proprio perché si trova nel punto d'incontro di fiumi, la città di Vicenza viene considerata una zona a rischio idrogeologico; nel passato fu infatti colpita da diverse alluvioni, tra cui particolarmente disastrose quella del settembre 1882 e quella del 4 novembre 1966, in cui la valle di Sant'Agostino fu sommersa dall'acqua e dal fango per lo straripamento del Retrone, con notevoli bilanci di danni e di vittime. Il 1º novembre 2010 la città ancora una volta fu colpita da un'alluvione che sommerse il 30% della superficie comunale, provocando gravi danni e due morti.

### Situazione attuale
A partire dall'alluvione del 2010, la città si è ritrovata più volte a dover fare i conti con il rischio esondazione. Per far fronte a questo problema sono stati in seguito effettuati lavori di salvaguardia della città con innalzamento e rimodulazione degli argini di Bacchiglione e Retrone (nei punti critici) e si è realizzato il bacino di laminazione di Caldogno.
Nel frattempo la città si è dotata di un apposito piano di emergenza che prevede tre fasi: stato di attenzione, stato di pre-allarme, stato di allarme.
La comunicazione di ogni stato avviene attraverso un sistema di sirene (con modalità sonore differenti in caso di pre-allarme o di allarme), con l'invio di SMS ai cittadini, con la comunicazione sui pannelli a messaggio variabile lungo le strade, oltre che con l'ausilio dei mezzi della Polizia Locale. Vengono installate barriere stagne a Ponte degli Angeli, si procede alla fornitura di sacchi di sabbia in 11 punti di distribuzione e all'individuazione di 12 parcheggi/macroaree di sosta sicura dove collocare le autovetture in caso di sgombero. Qualora si verificasse un'esondazione, vengono attivate due strutture di prima accoglienza e tre aree di attesa (per i cittadini impossibilitati a recarsi autonomamente nelle strutture suddette).

## Ponti storici della città

### Ponti della città romana

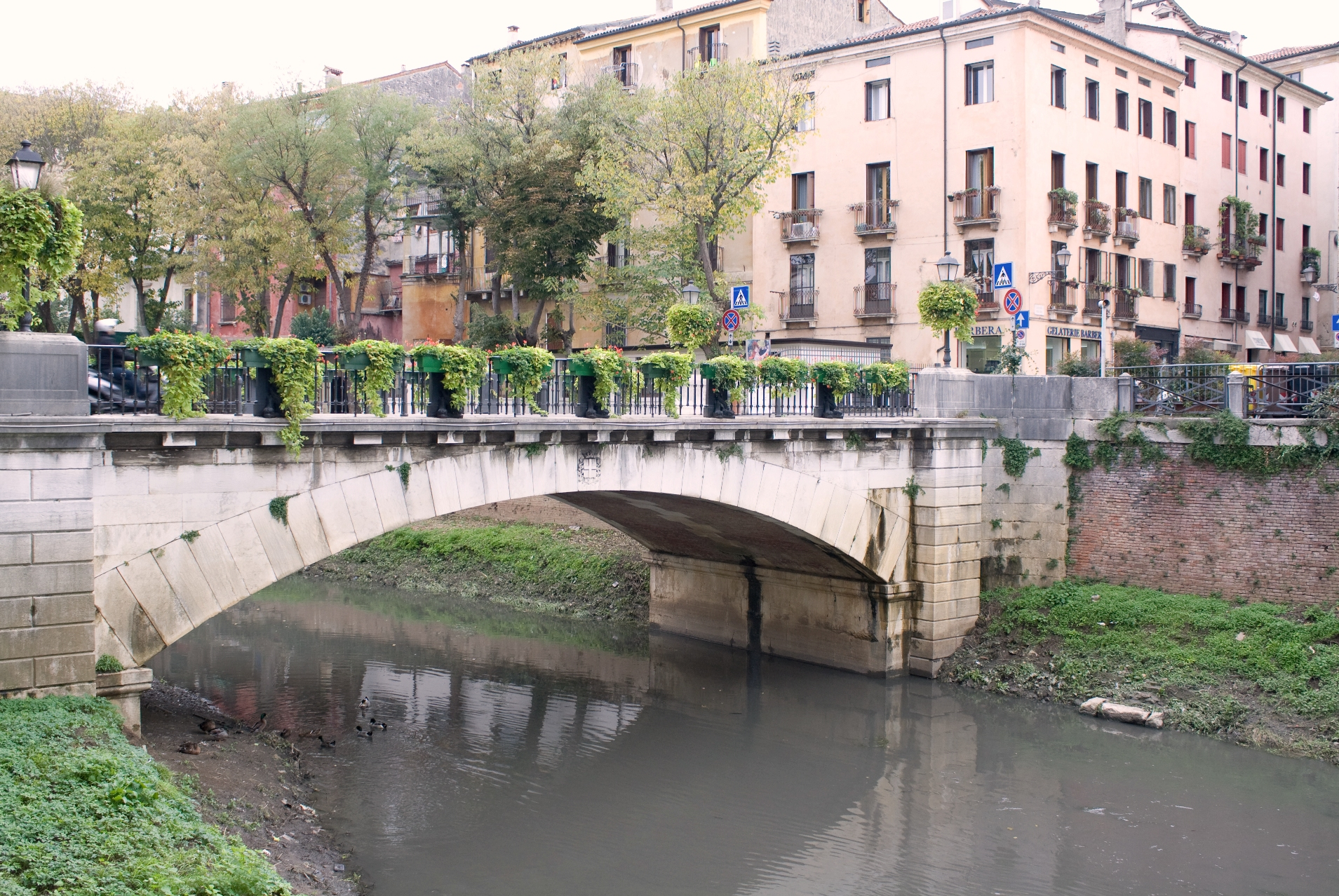
Ponte San Paolo (ricostruito a fine Ottocento)

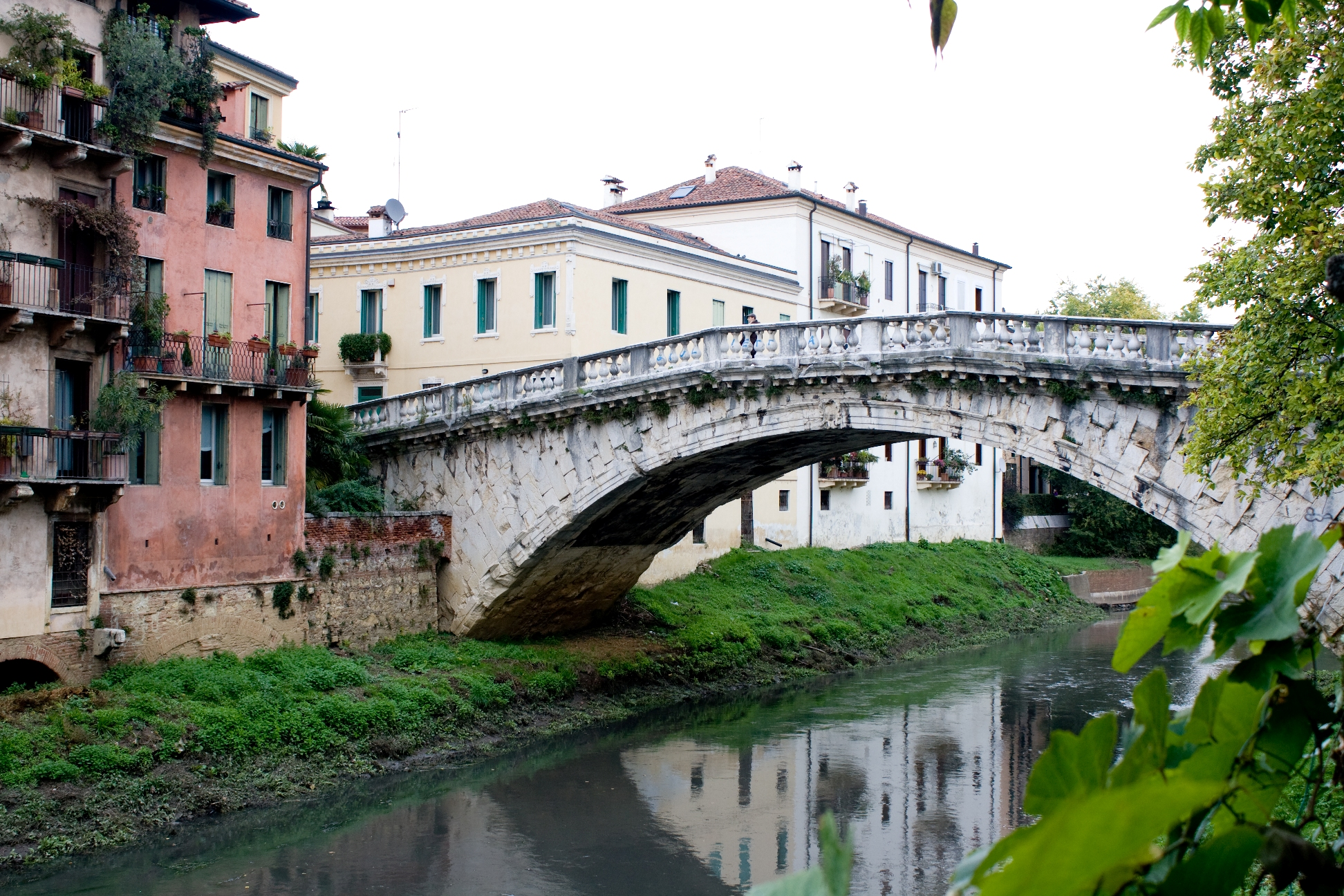
Ponte San Michele, ricostruito nel Seicento

Gli studiosi della storia di Vicenza sono concordi nel ritenere che in epoca romana la città fosse servita da due soli ponti, quelli che in epoca medievale sarebbero stati chiamati Ponte di San Pietro e Ponte di San Paolo.
Il primo era stato costruito all'estremità orientale del decumano massimo, dove cioè la via Postumia entrava in città, e mutuava il nome da quello del monastero benedettino di San Pietro, che si trovava a poche centinaia di metri al di là dell'Astico (ora Bacchiglione). 
Il vecchio ponte romano aveva un orientamento diverso dall'attuale: il decumano finiva più a nord sulla riva destra del fiume, così da infilarsi entro porta San Pietro, che fu invece inglobata nel castello costruito dai padovani nella seconda metà del Duecento.
Il ponte era a tre arcate e nel 1570 una quarta arcata fu aggiunta su progetto del Palladio.
In epoca moderna fu chiamato ponte degli Angeli, dalla chiesa di santa Maria degli Angeli che sorgeva alla sua estremità occidentale, addossata all'antico torrione difensivo che era stato trasformato in campanile. Dopo l'alluvione del 1882 che lo distrusse, fu ricostruito in ferro in posizione più disassata; a causa della sua insufficiente larghezza, non più adeguata alle crescenti esigenze del traffico, fu demolito nel 1950 e sostituito dall'attuale in cemento armato, dalla carreggiata più larga e rettificata.
Il secondo ponte, posizionato all'estremità meridionale del cardo massimo, dopo aver scavalcato il fiume Retrone dava accesso al Teatro Berga e alle strade che si dirigevano verso sud-est e sud-ovest; in epoca medievale veniva chiamato ponte delle beccarie o di San Paolo, dal nome dalla vicina chiesa di San Paolo, una delle sette cappelle urbane costruita presso una delle estremità. Il ponte mantiene tuttora il nome di San Paolo anche se la chiesa è stata demolita. Anche questo ponte era, in origine, a tre arcate e il suo disegno fu rilevato anche dal Palladio; fu demolito nel 1875 e sostituito dall'attuale a una sola arcata.

### Ponti della città medievale

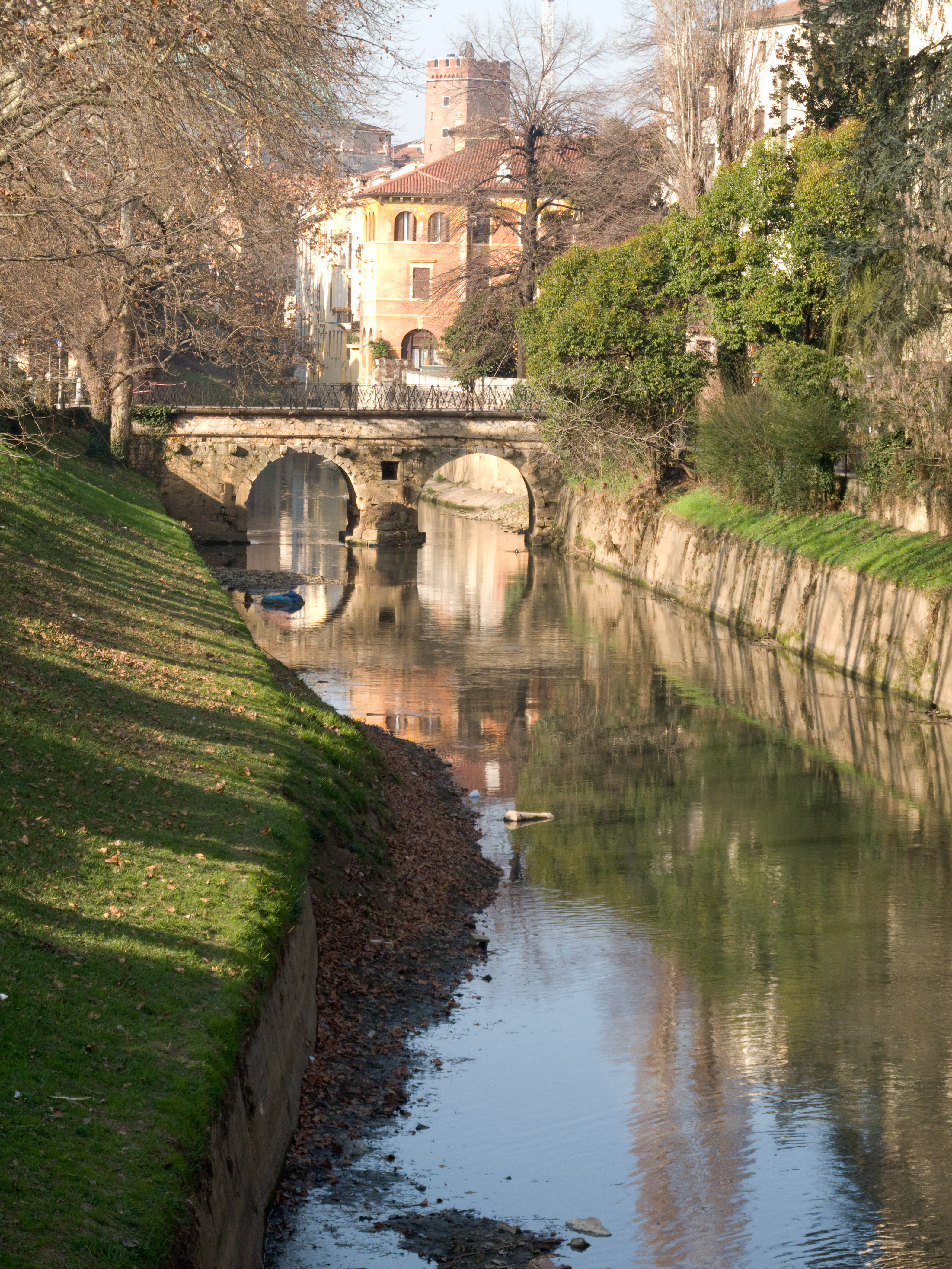
Il ponte Furo, di origine altomedievale, attraversa il fiume Retrone

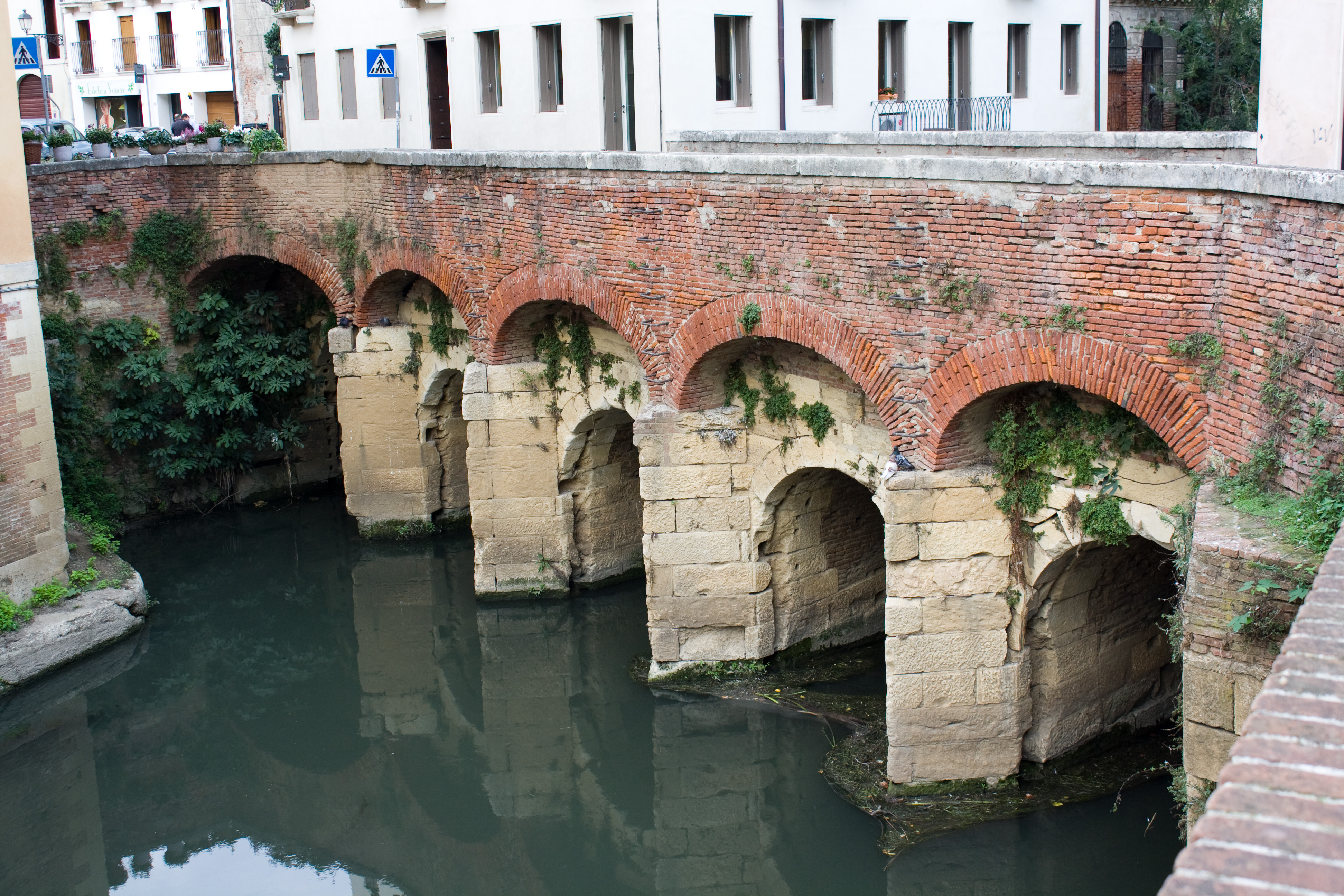
Il Ponte delle Barche sul fiume Retrone. Nel Medioevo divideva il centro storico dall'Isola

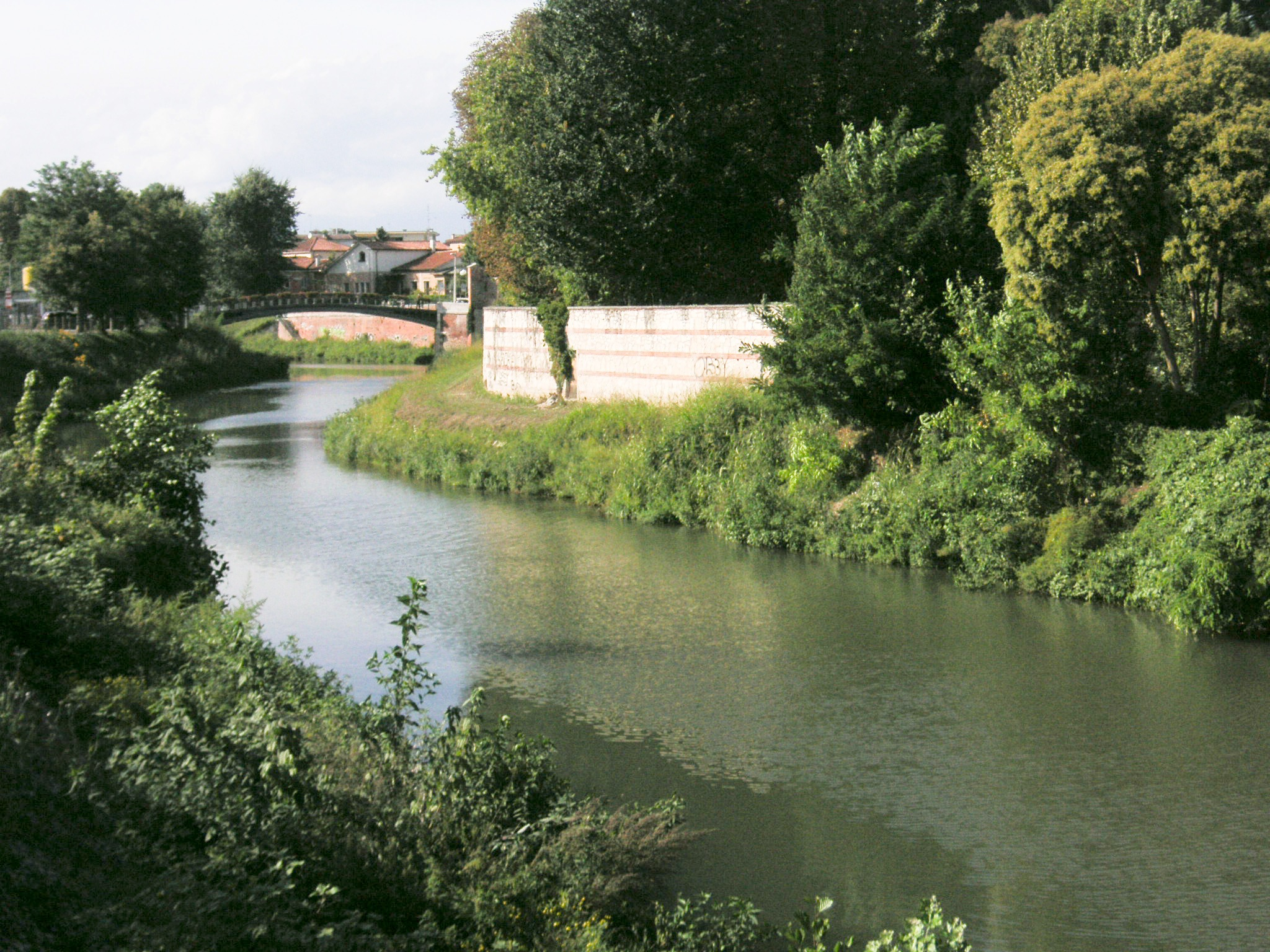
Ponte Novo sul Bacchiglione

Nell'Alto Medioevo per molto tempo le dimensioni della città rimasero quelle dell'insediamento romano. Solo tra l'XI e il XII secolo, con l'aumentare della popolazione, una parte del Borgo Berga fu inglobato nella città. Allo scopo venne costruito un tratto di mura che, per superare il fiume Retrone, fu sostenuto da due ponti, il ponte Furo e il ponte di Pra de Valle (oggi detto ponte delle Barche).
Per facilitare l'accesso alla chiesa omonima appena costruita, nel 1262 fu eretto il ponte San Michele. In un primo tempo costruito in legno, fu rifatto in pietra nel 1422 e nel 1621 prese le forme attuali.
Agli inizi del Duecento esisteva, a nord della città, un altro ponte in legno a tre arcate, che fu rifatto in pietra di Montecchio nel 1231 e che negli Statuti del Comune di Vicenza del 1264 era chiamato Ponte Pusterla. Fu restaurato nel 1444 e nel 1640, allargato nel 1928 per le aumentate esigenze del traffico e consolidato nel 2011-12 dopo essere stato lesionato dall'alluvione del 1º novembre 2010.
Risalgono invece al Trecento, dopo che gli Scaligeri ebbero rinchiuso entro nuove mura il Borgo di Porta Nova, il Ponte di Santa Croce e il Ponte Novo. Quest'ultimo – anch'esso anticamente in legno e rifatto in pietra negli anni 1645-55, in età della Serenissima era chiamato Ponte di Santa Maria Maddalena o delle Convertite, perché conduceva alla chiesa e al convento costruiti nel 1534 per accogliere giovani traviate che intendevano cambiar vita. Fu chiamato Ponte Novo dopo la sua ricostruzione nel 1793. Dopo essere rimasto per molti anni pericolante, è stato completamente ricostruito agli inizi degli anni duemila.

### Ponti della città moderna
Durante il periodo della dominazione veneziana alcuni dei ponti, precedentemente costruiti in legno, furono rifatti in pietra e ne furono costruiti di nuovi.
Alla fine del Seicento si ha notizia di un ponte pedonale in legno, detto dei Falliti che, poco a valle di ponte San Pietro, metteva in comunicazione la Corte dei Roda con la piazza dell'Isola.

### Ponti della città contemporanea

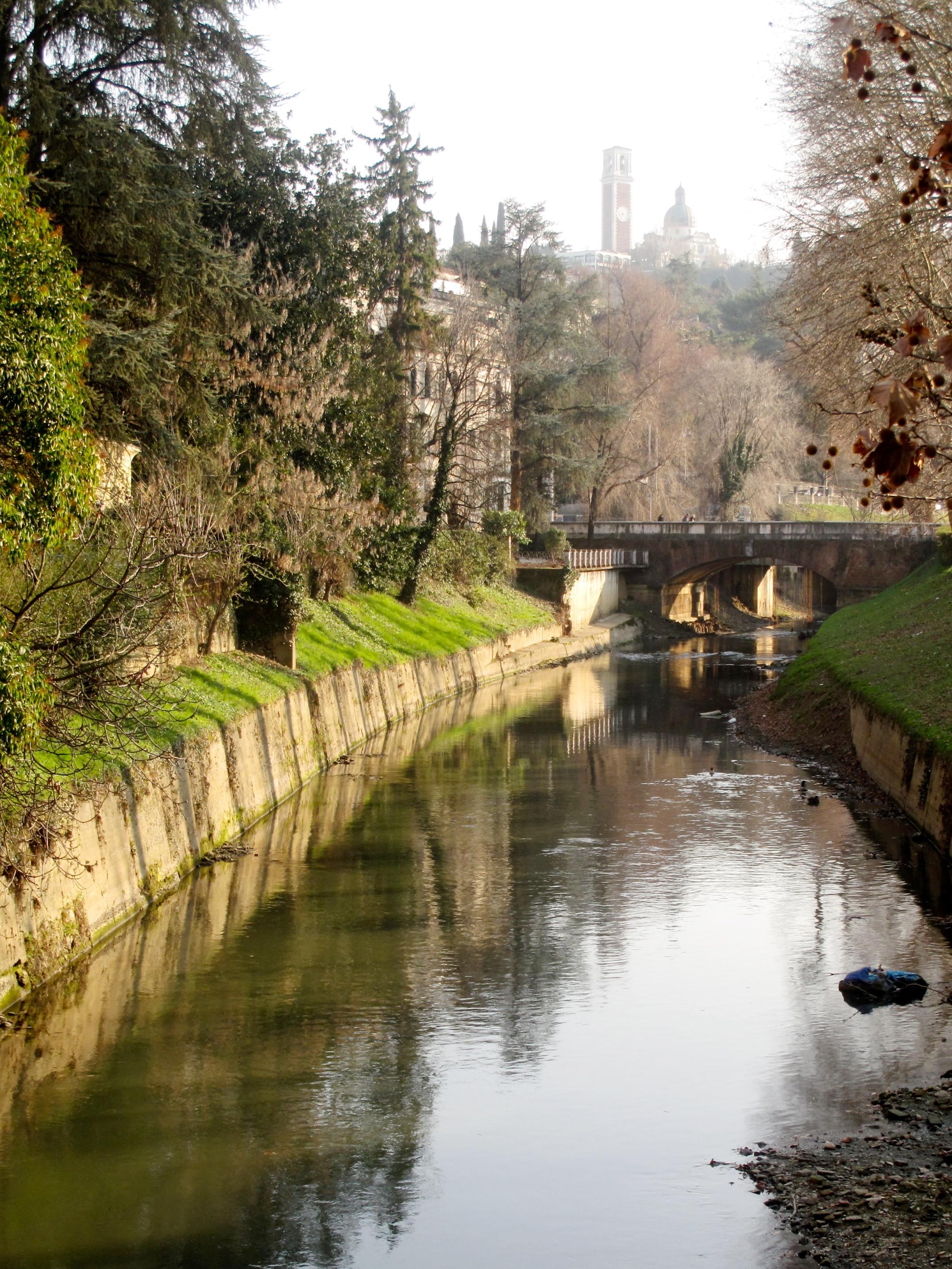
Ponte di Santa Libera, sul Retrone

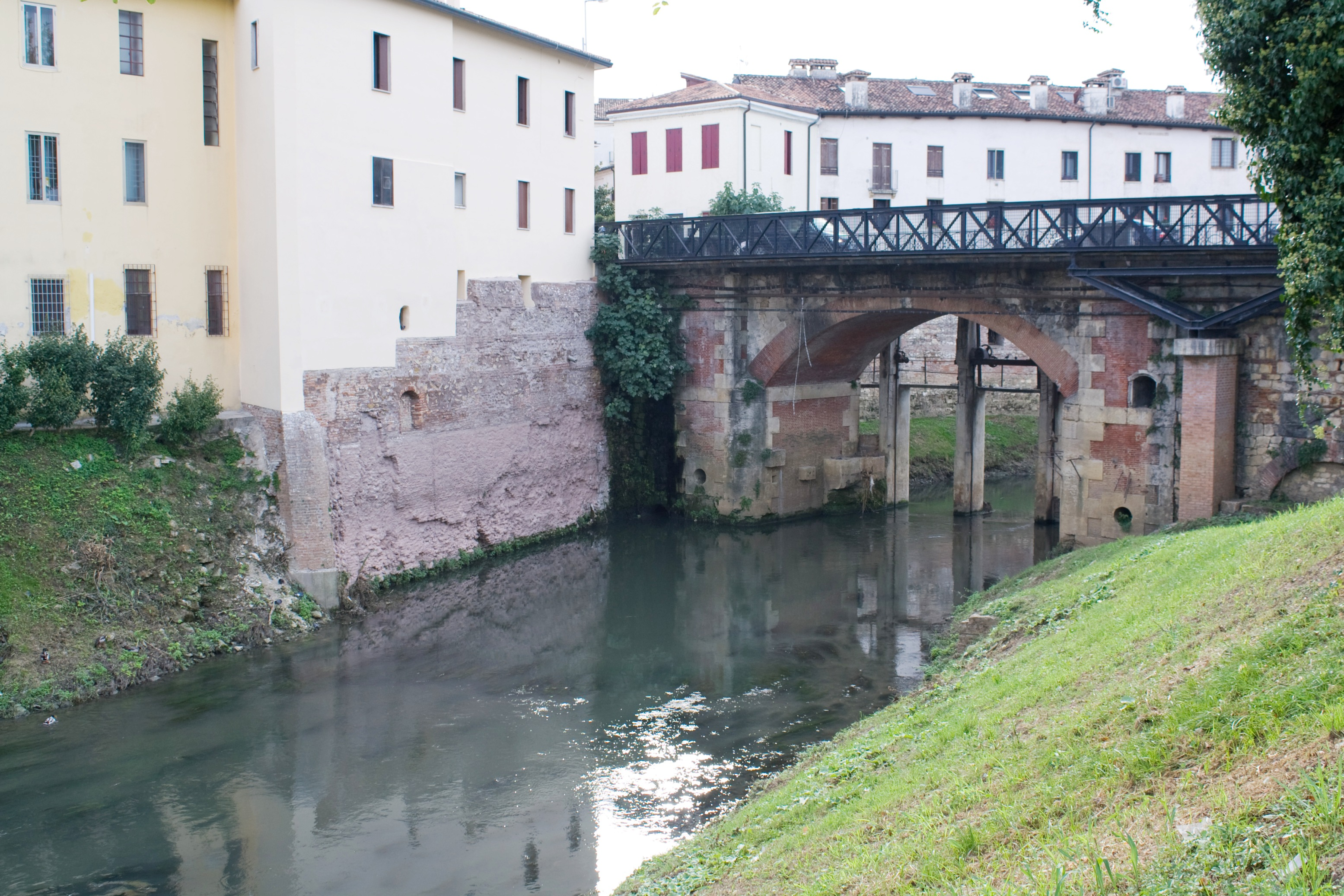
Ponte dei Marmi, inizio di viale Margherita sul Retrone, quando aveva ancora le paratie

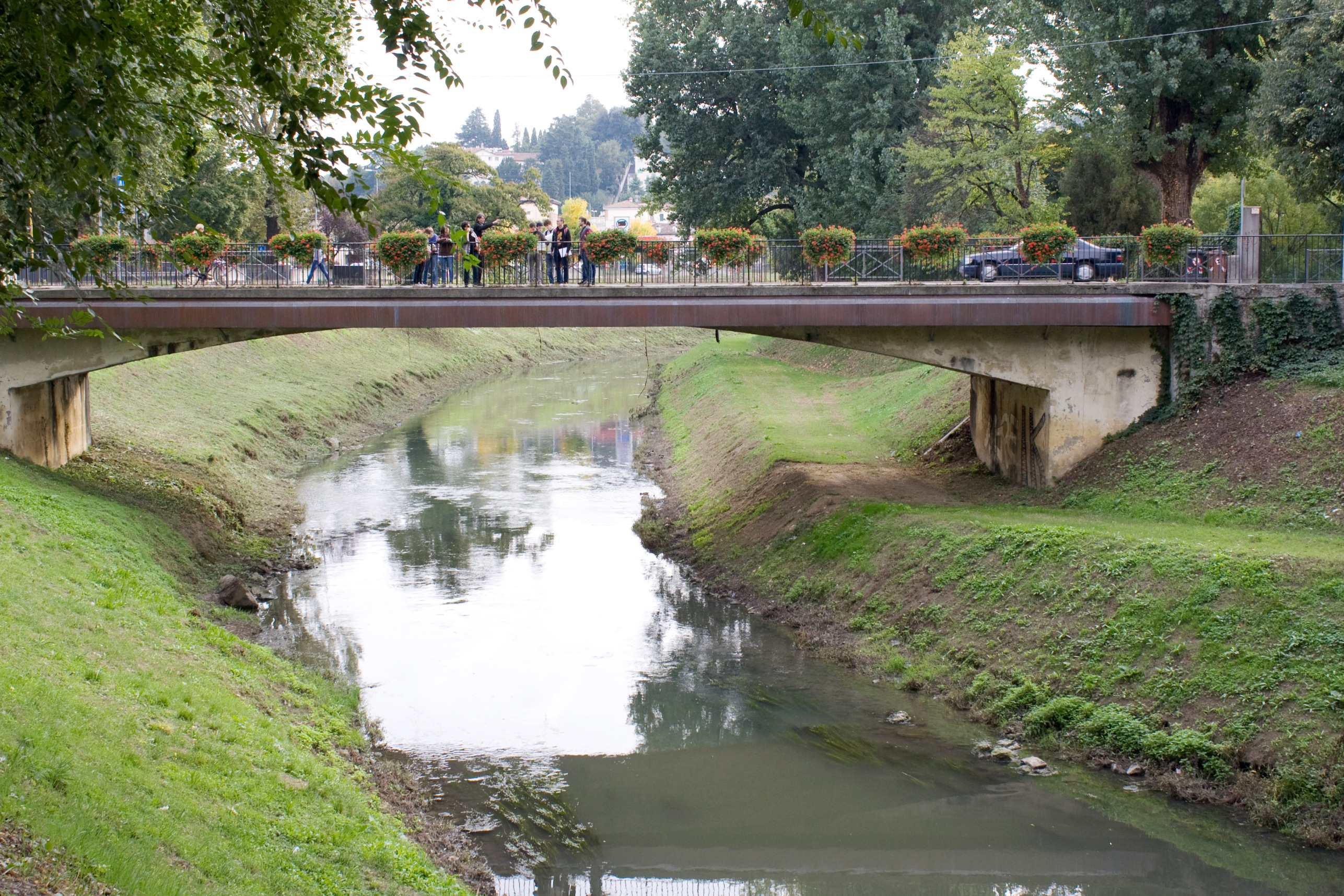
Ponte di Piarda Fanton sul Retrone

Sono di epoca contemporanea il ponte di Santa Libera - costruito nel 1823 in occasione della visita a Vicenza dell'imperatore d'Austria Francesco I, per raccordare il viale (oggi viale Dalmazia) di Campo Marzo, progettato da Bartolomeo Malacarne, con i Portici di Francesco Muttoni e il Ponte sul Retrone (Ponte dei Marmi) alla fine di viale Margherita verso Porta Monte.

## Il porto della città
Diverse testimonianze documentali, che vanno dall'XI al XV secolo, attestano che il Retrone - poi Bacchiglione - fu utilizzato per la navigazione delle barche da Vicenza al mare durante tutto il medioevo. Il porto era situato lungo la riva della piarda tra l'Isola e la parte retrostante il convento di San Tommaso.
Fino agli ultimi decenni del Trecento, quando esisteva soltanto la cinta di mura altomedievali, questa era interrotta per una lunghezza di circa 200 metri nel tratto che andava dalla parte meridionale dell'Isola al ponte delle Barche. Più a sud, una stradina costeggiava la riva ed è rimasta con il toponimo di contrà dei Burci. Alla fine del Trecento, dopo che furono costruite le mura scaligere orientali, che terminavano con la Porta di Camarzo sulla riva opposta del fiume, un varco fu tenuto aperto anche presso questa porta, per dare accesso a un'altra stradina - detta Vo' di Zaffi - onde permettere alle barche di essere trainate all'interno della città.
Dopo la dedizione della città alla Serenissima nel 1404, i vicentini chiesero al doge di poter spostare più a nord il porto, vicino al ponte di San Pietro, ma la risposta fu negativa ed esso fu invece spostato a sud sulla Riviera Berica presso l'attuale chiesetta di Santa Caterina, detta appunto al porto.
Per lasciare libero il passaggio alle imbarcazioni, fu posto il divieto di trasportare il legname per fluitazione a valle dell'Isola. Esso invece, tagliato in montagna, arrivava alla città trasportato dall'Astichello - periodicamente e appositamente ingrossato con l'immissione di una parte delle acque dell'Astico, che sfociava nel Bacchiglione all'altezza di contrà Chioare. Anche sul Retrone, a monte del ponte delle Barche, la navigazione era limitata a quelle di stazza non superiore ai due carri, eccezion fatta per i trasporti destinati ai religiosi di San Giorgio in Gogna e di San Felice.